# Рієккалансарі
Рієккаланса́рі (Рієккалансаарі, Рієккала, рос. Риеккалансари, фін. Riekkalansaari — «грецький острів») — невеликий острів у Ладозькому озері, затока Хіденселькя. Належить до групи Північних Ладозьких шхер. Територіально належить до Сортавальської міськради Карелії, Росія.
Довжина 12,4 км, ширина 6,2 км.
Острів розташований між протоками Уйттосалмі, Ворссунсалмі і Маркатсімансалмі на заході, затокою Хіденселькя на півночі та протокою Хонкасалонселькя на сході.
Заселений, на північному заході знаходиться 7 сіл, що підпорядковуються Сортавальській міськраді. До міста Сортавала збудовано міст.
Найвища точка — 91 м. Є декілька струмків та невеликих озер.